# Heteropoda acris
Espèce
Heteropoda acris est une espèce d'araignées aranéomorphes de la famille des Sparassidae.

## Distribution
Cette espèce est endémique du Viêt Nam. Elle se rencontre dans les provinces de Bắc KạnTuyên Quang et de Bắc Kạn.

## Description
Le mâle holotype mesure 23,4 mm et la femelle paratype 30,4 mm, les mâles mesurent de 23,4 à 24,8 mm et les femelles de 22,8 à 33,5 mm.

## Systématique et taxinomie
Cette espèce a été décrite par Korai et Jäger en 2024.

## Publication originale
- Korai & Jäger, 2024 : « Five new species of Heteropoda Latreille, 1804 spiders (Araneae: Sparassidae) from Southeast Asia. » Zootaxa, no 5481(2), p. 241-259.